# Widad Riadhi Bentalha
Maillots
Le Widad Riadhi de Bentalha (en arabe : وداد الرّياضيّ بن طلحة), plus couramment abrégé en WR Bentalha, est un club de football algérien fondé en 1977, basé au quartier de Bentalha, commune de Baraki, dans la banlieue sud d'Alger, la capitale du pays.

## Histoire
Le WRB a réalisé une accession historique en 2008 à la division 2, puis il s'est distingué au se classant à la 11e place sur 17 lors de sa première saison, puis 12e sur 18 l'année suivante, mais avec l’avènement du professionnalisme et par manque de moyens, le dossier du club n'a pas été retenu, ainsi le WRB est rétrogradé en Division Nationale Amateur (D3) par la Ligue de football professionnelle. 
À la suite de cette décision, l'administration de l'équipe a crié au scandale et au jeu de deux poids-deux mesures vis-à-vis de ces décisions, et a décidé de déclarer forfait général, à la fin de la saison l'équipe est reléguée en division inter-région (D4) ; et depuis l'équipe n'existe plus dans la sphère du football algérien.

## Palmarès
| Compétitions nationales                      |
| -------------------------------------------- |
| - DNA (1) : - Champion Gr. centre : 2007-08. |

## Résultats en Coupe Nationale
| Saison  | Tour | Adversaire | Résultat |
| 1977-78 | ?    | ?          | ?        |
| 1978-79 | ?    | ?          | ?        |
| 1979-80 | ?    | ?          | ?        |
| 1980-81 | ?    | ?          | ?        |
| 1981-82 | ?    | ?          | ?        |
| 1982-83 | ?    | ?          | ?        |
| 1983-84 | ?    | ?          | ?        |
| 1984-85 | ?    | ?          | ?        |
| 1985-86 | ?    | ?          | ?        |
| 1986-87 | ?    | ?          | ?        |
| 1987-88 | ?    | ?          | ?        |
| 1988-89 | ?    | ?          | ?        |
| 1989-90 | N.J  | N.J        | N.J      |
| 1990-91 | ?    | ?          | ?        |
| 1991-92 | ?    | ?          | ?        |
| 1992-93 | N.J  | N.J        | N.J      |
| 1993-94 | ?    | ?          | ?        |

| Saison  | Tour        | Adversaire         | Résultat |
| 1994-95 | ?           | ?                  | ?        |
| 1995-96 | ?           | ?                  | ?        |
| 1996-97 | ?           | ?                  | ?        |
| 1997-98 | ?           | ?                  | ?        |
| 1998-99 | ?           | ?                  | ?        |
| 1999-00 | ?           | ?                  | ?        |
| 2000-01 | ?           | ?                  | ?        |
| 2001-02 | ?           | ?                  | ?        |
| 2002-03 | ?           | ?                  | ?        |
| 2003-04 | 1/32 finale | CR Bordj El Kiffan | 1-0      |
| 2004-05 | ?           | ?                  | ?        |
| 2005-06 | ?           | ?                  | ?        |
| 2006-07 | 1/8 finale  | MC Alger           | 2-0      |
| 2007-08 | 1/32 finale | OM Arzew           | 4-3      |
| 2008-09 | 1/32 finale | MC Oran            | 0-3      |
| 2009-10 | 1/16 finale | WA Tlemcen         | 3-1      |
| 2010-11 | ?           | ?                  | ?        |

## Personnalités du club

### Présidents du club
- Djilali Dahmani

### Joueurs emblématiques
- Salah Mohamed Samadi (GB)
- Fawzi Moussouni
- Ishak Ali Moussa

## Sponsors
- Groupe La Belle.